# والنتین سمنگی
والنتین سمنگی (انگلیسی: Valentin Samungi) (۲۷ ژانویهٔ ۱۹۴۲ 
– ۱۵ سپتامبر ۲۰۲۴) ورزشکار هندبال اهل رومانی بود.
وی در مسابقات کشوری و بین‌المللی در مجموع برندهٔ ۱ مدال طلا، ۳ مدال برنز شده‌است.